# Lower Bebington
Lower Bebington är en ort i distriktet Wirral, i grevskapet Merseyside, i England. Lower Bebington var en civil parish från 1866 till 1922 då den blev en del av Bebington cum Bromborough. Civil parish hade 14 687 invånare år 1921. Lower Bebington ett distrikt från 1894 till 1922.